# Frank McCabe
Pour les articles homonymes, voir McCabe.
Frank McCabe, né le 30 juin 1927 à Grand Rapids, dans le Michigan, et mort le 18 avril 2021 à Peoria (Illinois), est un joueur américain de basket-ball. Il évolue aux postes d'ailier fort et de pivot.

## Palmarès
- Champion olympique 1952
- Champion AAU 1952, 1953, 1954